# Le Sourire (chanson)
Singles de Emmanuel Moire
Ça me fait du bien
(2007)
Le Sourire est le premier single musical du chanteur français Emmanuel Moire après la comédie musicale Le Roi Soleil. La chanson est extraite de son premier album studio (Là) où je pars (2006).

## Classements
| Classement (2006-07)                    | Meilleure position |
| --------------------------------------- | ------------------ |
| Belgique (Wallonie Ultratop 50 Singles) | 31                 |
| Belgique (Wallonie Ultratip 50)         | 12                 |
| France (SNEP)                           | 7                  |